# Seoul 1945
Seoul 1945 (en hangul, 서울 1945) es una serie de televisión histórica surcoreana emitida durante 2006 y protagonizada por Ryu Soo Young, Han Eun Jung, So Yoo Jin, Kim Ho Jin y Park Sang-myun.
Fue trasmitida por KBS 1TV desde el 15 de enero hasta el 10 de septiembre de 2006, con una longitud de 71 episodios al aire los días sábados y domingos a las 21:30 (KST). La serie se sitúa en el Seúl de 1945, después del término de la Ocupación japonesa de Corea, que desencadenó en la separación de la península en dos naciones.

## Sinopsis
Choi Woon Hyuk (Ryu Soo Young) es un niño prodigio nacido en una familia de mineros pobres, Kim Hae Kyung (Han Eun Jung) es la hija mayor de los arrendatarios, Lee Dong Woo (Kim Ho Jin) es el heredero de una familia rica y bien conectada; y Moon Suk Kyung (So Yoo Jin) es el único hijo de un aliado político ricos y poderosos de Japón. 
En una mezcla de opciones personales y circunstancias ajenas a su voluntad, cada individuo se embarca en caminos diferentes que reflejan la naturaleza caótica del tiempo, así como su verdadero carácter. A medida que sus caminos chocan, el amor, la amistad, lealtad, venganza, conciencia moral y la ideología se convierten en fuerzas impulsoras para cambiar irrevocablemente el curso de sus vidas, ante la separación de Corea en dos partes.

## Reparto

### Principal
- Ryu Soo Young como Choi Woon Hyuk
- Han Eun Jung como Kim Ke Hee / Kim Hae Kyung
- So Yoo Jin como Moon Suk Kyung / Yukei
- Kim Ho Jin como Lee Dong Woo
- Park Sang-myun como Park Chang-joo
  - Ko Kyu-pil como Chang-joo (de joven)

### Secundario
- Jang Hang Seon como Kim Pan-chul
- Go Doo Shim como Jung Hyang Geum
- Jo An como Kim Ma Ri / Kim Yeon Kyung
- Jung Han Yong como Choi Eun Kwan
- Lee Deok Hee como Jo Soon Yi
- Park Shin Hye como Choi Geum Hee
- Yoon Hye Kyung como Choi Eun Hee
- Kim Yeong Cheol como Baron Moon Jung Kwan
- Lee Bo Hee como Ame Kaori
- Hong Yo Seob como Moon Dong Ki
- Kim Kyung Sook como Yoon Jung Ja
- Choi Jong Won como Lee In Pyung
- Kim Se Ah como Jo Young Eun
- Son Jong Beom como Park Sung Joo
- Lee Byung Wook como Oh Chul Hyung
- Lee Gun como Kim Ki Soo
- Han Min como Choi Song Hee
- Kwon Sung Deok como Syngman Rhee
- Yoon Seung Won como Jung Bong Doo
- Lee Mi Young como Ji Kye Ok
- Shin Hyun Tak como Jung Dol Yi
- Kim Dong Hyun como Chang Taek Sang
- Kim Hyo Won como Park Heon Young
- Shin Goo como Lyuh Woon Hyung
- Park Chul Ho como Presidente
- Song Yong Tae como Vicepresidente
- Park Yong Jin como Oficial Norcoreano
- Hyun Won como Oficial Norcoreano
- Jang Dong Jik como Soldado Surcoreaano
- Lee Moo-saeng.
- Jo Soo-min.

## Premios y nominaciones
| Año  | Categoría             | Premio          | Nominado       | Resultado |
| ---- | --------------------- | --------------- | -------------- | --------- |
| 2006 | Best Supporting Actor | KBS Drama Award | Park Sang-myun | Ganó      |